# Asociación Española para la Digitalización (Digitales)
La Asociación Española para la Digitalización (DigitalES), fundada en 2017, es una asociación empresarial española que sirve como punto de encuentro de los sectores implicados en la digitalización de la economía y la sociedad españolas.

## Fundación
DigitalES fue constituida como asociación el 6 de junio de 2017, a propuesta de un nutrido grupo de compañías del sector, bajo la presidencia de Eduardo Serra, y dirección de Alicia Richart. Estaba integrada inicialmente por una veintena de empresas, entre las que se encontraban Telefónica, Orange, Vodafone, MásMóvil, Euskaltel, Cellnex, Ericsson, Cisco, HP Inc, ZTE, Nokia, IBM, Altran Technologies, Everis, Juniper y Altitude.
En la actualidad, esta asociación sin ánimo de lucro está formada por más de 60 empresas tecnológicas con actividad en España y presentes en toda la cadena de valor digital, con especial peso en los ámbitos de las telecomunicaciones, las infraestructuras digitales, la formación en capacidades STEM y la consultoría tecnológica. Juntas, estas empresas facturan el equivalente a más de 3,4% del PIB de España y dan empleo directo a más de 100.000 personas en este país. 
DigitalES está presidida desde 2024 por Federico Linares, y dirigida por Miguel Sánchez Galindo

## Objetivos
Entre sus principales objetivos se encuentran la defensa de los intereses de sus asociados, así como el desarrollo de iniciativas propias y en colaboración con otros organismos públicos y privados que permitan impulsar la digitalización global y real de España y convertir al país en un escenario de referencia del desarrollo digital en Europa.
Con estos propósitos, DigitalES desarrolla su actividad en torno a los siguientes pilares de trabajo: desafíos digitales; talento; transformación de negocio y políticas públicas dinamizadoras.